# Лувсан Балдан Тенпай Дронме
Лувсан Балдан Тенпай Дронме (тиб. ལཅང་སྐྱ་བལོ་བཟང་དཔལ་ལདན་བསྟན་པའི་སྒྲོན་མེ་; Вайли: zlcang skya blo bzang dpal ldan bstan pa’i sgron me; кит. трад. 羅桑般殿丹畢蓉梅, пиньинь Luósāng Bāndiàn Dānbì Róngméi, палл. Лосан Баньдянь Даньби Жунмэй) (1890 — 4 марта 1957) — религиозный и политический деятель, лама направления гелугпа тибетского буддизма и 7-й Джанджа-хутухта. Он был высшим представителем тибетского буддизма во Внутренней Монголии и считался четвертым высшим ламой тибетского буддизма, в целом.

## Биография

### В материковом Китае
В возрасте девяти лет его вызвал в столицу Пекин император Гуансюй. В возрасте десяти лет он был назначен Цинским правительством Жасакэда Ламой (кит. 羅桑般殿丹畢蓉梅). В 1912 году к первоначальному титулу было добавлено «Хунцзи Гуанмин» (宏济光明).
В Долуне он управлял монастырями Хуэйцзун, Шанинь, столичными монастырями Сунчжу (кит. 嵩祝寺), Фаюань (法渊寺), Чжичжу (智珠寺) и Фахай (法海寺), а также монастырями Юнин в Цинхае, на горе Утайшань: Чжэньхай (镇海寺), Шанлэ (善乐寺) и Гуанъань (广安寺).
После свержения Цинской династии и основания республики в 1912 году он поддержал Гоминьдан. Когда Сюй Шичан был президентом Китайской Республики, он добавил к титулу Лувсана Балдана Тенпая Дронме «Zhào yīn chǎn huà» (召因阐化, «объяснение причин»). После Северного похода войск Национального правительства он в 1930 году стал членом Комиссии по вопросам Монголии и Тибета. В 1935 году он был избран членом Центрального наблюдательного комитета Гоминьдана. В 1937 году он был членом национального правительства. В 1947 году он был удостоен звания «Вспомогательный мастер-хранитель Цзинцзюэ» (护国净觉辅教大师) и награждён золотой печатью и золотой книгой.
В 1947 году он был избран делегатом первого Национального собрания. В 1948 году он получил должность старшего советника президентского дворца.

### На Тайване

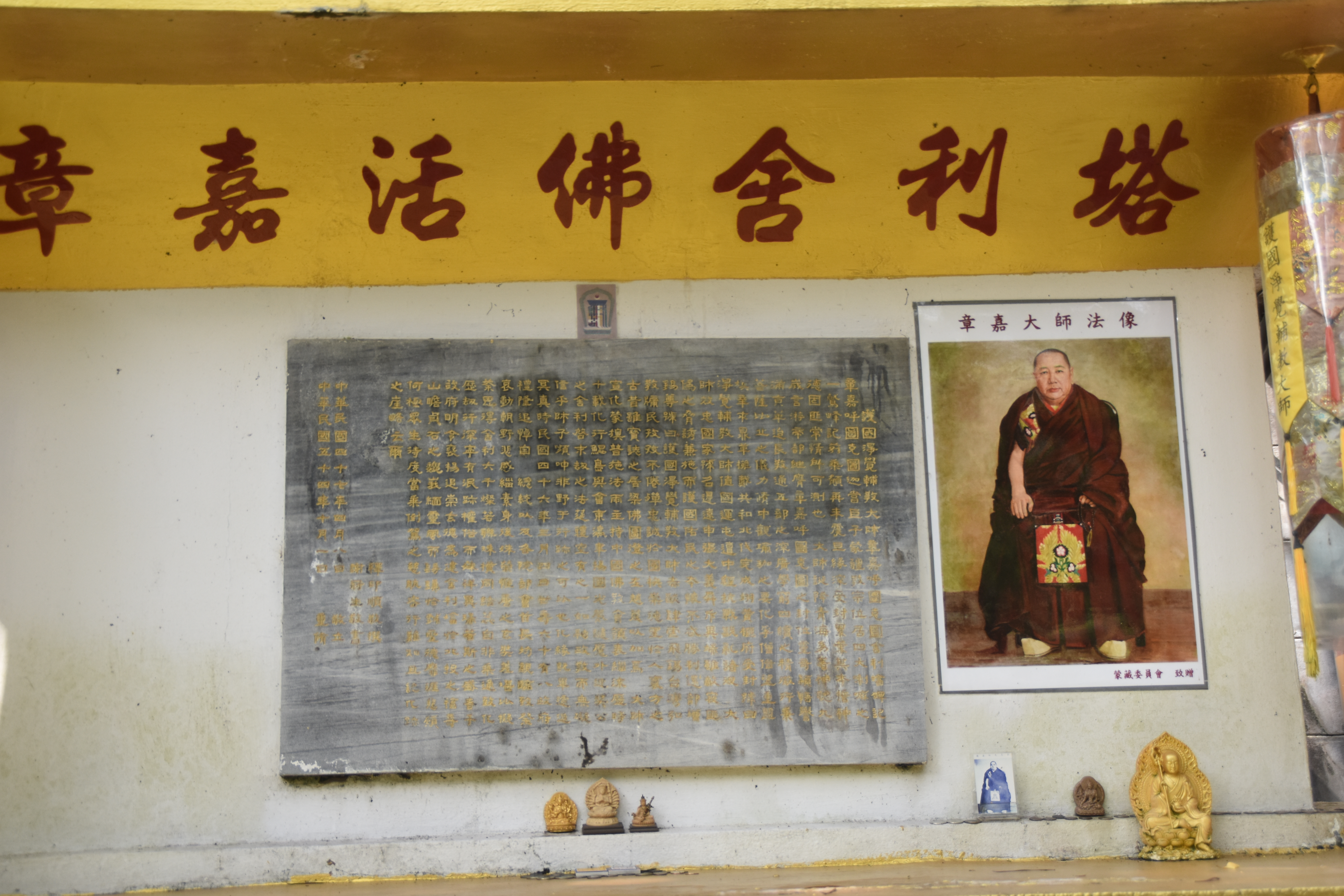
Табличка и изображение на ступе, где покоится прах 7-го Джанджи-хутухты

После окончания гражданской войны в 1949 году Лувсан Балдан Тенпай Дронме эвакуировался вместе с правительством Китайской Республики на Тайвань. На Тайване он был председателем Китайской буддийской ассоциации.
Он был удостоен многих званий от Гоминьдана, а также получал средства на жизнь до самой своей смерти.
4 марта 1957 года он умер в больнице Национального Тайваньского университета от рака желудка. Президент Китайской Республики Чан Кайши издал «благодарственный адрес» в знак признания вклада Лувсана Балдана Тенпая Дронме.
Предполагают, что перед смертью седьмой Джанджа-хутухта предсказал, что его следующее перевоплощение произойдёт перед «контрнаступлением на материк». Поэтому правительство Китайской Республики больше не искало его реинкарнацию после его смерти. 11 августа 1998 года 14-й Далай-лама восстановил Тендзин Дёньё Йеше Гьяцо в качестве восьмого Джанджи-хутухты, но он не был официально признан ни правительством Китайской республики на Тайване, ни правительством КНР.
В феврале 1993 года после его смерти его резиденция в Тайбэе была преобразована в Монгольско-тибетский культурный центр, в котором стоит его памятник.